# Lonchoptera nerana
Lonchoptera nerana is een vliegensoort uit de familie van de Lonchopteridae. De wetenschappelijke naam van de soort is voor het eerst geldig gepubliceerd in 1989 door Vaillant.